# Norbert Staffaneller
Norbert Staffaneller (* 1. Juni 1941 in Obdachegg, Gemeinde Amering) ist ein österreichischer AMS-Bediensteter i. R. und ehemaliger Politiker (FPÖ). Staffaneller war von 1999 bis 2002 Abgeordneter zum Nationalrat.

## Ausbildung und Beruf
Staffaneller besuchte nach der Volksschule bis 1956 die Hauptschule in Bad St. Leonhard im Lavanttal und erlernte im Anschluss bis 1959 den Beruf des Elektrikers. Er arbeitete in der Folge bis 1966 als Elektrotechniker und war von 1966 bis 1970 als Handelsreisender aktiv. Zwischen 1971 und 1981 arbeitete er als Vertragsbediensteter und Beamter beim Landesarbeitsamt Steiermark im Bereich Arbeitsvermittlung und Berufsberatung und absolvierte von 1970 bis 1975 das Realgymnasium für Berufstätige mit der Matura. Darüber hinaus besuchte Staffaneller ab 1975 Weiterbildungsseminare, eine Managementausbildung, und Führungskräfteschulungen. 1977 legte er die Dienstprüfung Gehobener Dienst bei Arbeitsämtern ab.
In der Folge leitete Staffaneller von 1981 bis 1994 das Arbeitsamt Deutschlandsberg und war von 1994 bis 2001 Leiter der Regionalen Geschäftsstelle des Arbeitsmarktservice Deutschlandsberg. 1996 wurde ihm der Berufstitel Amtsdirektor verliehen.

## Politik
Staffaneller war von 1985 bis 1990 SPÖ-Gemeinderat der Stadt Deutschlandsberg. Er trat jedoch in der Folge aus der SPÖ aus und wechselte zur FPÖ. In der FPÖ hatte er die Funktion des Bezirksparteiobmanns der FPÖ Deutschlandsberg inne und war Mitglied der Landesparteileitung der FPÖ Steiermark sowie stellvertretender Landesobmann. Er vertrat die FPÖ vom 29. Oktober 1999 bis 19. Dezember 2002 im Nationalrat.

## Privates
Staffaneller ist verheiratet und hat zwei Töchter.